# Satanská bible
Satanská bible je kniha sepsaná Antonem LaVey v roce 1969. Obsahuje sbírku úvah, pozorování a základních satanistických rituálů. Autor v ní předkládá svůj osobní pohled na satanismus jako filosofii, ovlivněný díly myslitelů jako byli Machiavelli, Aleister Crowley, Friedrich Nietzsche, Ragnar Redbeard, Ayn Rand a další. Obsah knihy není považován za dogma. Filosoficko-náboženský směr, o kterém kniha pojednává a který není obecně přijímán všemi satanisty, je označován jako LaVeyův satanismus.

## Obsah knihy
Po úvodních pasážích a prologu je sepsáno krátké Satanské devatero. Následující hlavní část Satanské bible je rozdělena do čtyř knih odpovídajících čtyřem živlům: Knihy Satanovy (oheň), Luciferovy (vzduch), Belialovy (země) a Leviathanovy (voda).

### Satanské devatero
1. Satan znamená ukájení choutek, nikoli odříkání!
2. Satan znamená živoucí existenci, nikoli vymyšlené spirituální báchorky!
3. Satan znamená neposkvrněnou moudrost, nikoli pokrytecký sebeklam!
4. Satan znamená laskavost k těm, kdo ji zasluhují, nikoli lásku, vyplýtvanou na nevděčníky!
5. Satan znamená pomstu, nikoli nastavení druhé tváře!
6. Satan znamená odpovědnost vůči odpovědným, nikoli péči o psychické upíry!
7. Satan znamená člověka jako pouhé zvíře, někdy lepšího, mnohem častěji však horšího než ti, co kráčejí po čtyřech, člověka, jenž se díky „božskému duchovnímu a intelektuálnímu vývoji“ stal nejzkaženějším zvířetem!
8. Satan znamená všechny takzvané hříchy, jelikož vedou k fyzickému, mentálnímu nebo emočnímu uspokojení!
9. Satan je nejlepším přítelem, jakého kdy církev měla, jelikož ji po celá ta léta pomáhal udržovat v chodu!